# Semeljci

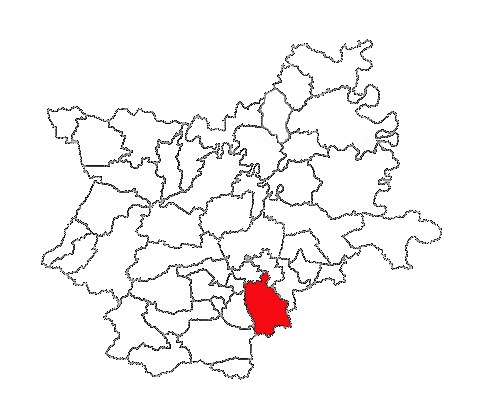
Lage der Gemeinde Semeljci in der Gespanschaft Osijek-Baranja

Semeljci ist eine Gemeinde in der Gespanschaft Osijek-Baranja in Kroatien. Sie liegt im Osten der historischen Region Slawonien und hat 3558 Einwohner (Volkszählung von 2021), überwiegend Kroaten. Zur Gemeinde gehören administrativ noch weitere vier Ortschaften. Der Ort ist sehr landwirtschaftlich geprägt. Hauptarbeitgeber ist der Agrarbetrieb "Osatina".

## Siedlungen der Gemeinde
Laut der letzten Volkszählung von 2021 haben alle Ortschaften der Gemeinde Kneževi Vinogradi zusammen 3558 Einwohner.
- Kešinci – 648
- Koritna – 767
- Mirzović – 504
- Semeljci – 1025
- Vrbica – 614

## Geschichte
Semeljci war bereits in der Jungsteinzeit, der Bronzezeit und der Römerzeit durch Menschen besiedelt. Während den vielen Ausgrabungen im Ort und der näheren Umgebung wurden zahlreiche archäologische Artefakte aus verschiedenen Epochen gefunden. Aus der Zeit der Sopot-Kultur und Starčevo-Kultur fand man Steinwerkzeuge die auf eine Besiedelung dieser Zeit hinweisen. Des Weiteren wurden Gegenstände aus Bronze sowie römische Münzen entdeckt.
Bis 1918 gehörte der Ort zum Komitat Virovititz und war Teil des Königreiches Kroatien und Slawonien. Nach Ende des Ersten Weltkrieges wurde die Region in die Gespanschaft Virovitica des neu entstandenen Staates der Slowenen, Kroaten und Serben eingegliedert. Kurze Zeit später gehörte die Ortschaft zum Königreich Jugoslawien und am Ende des Zweiten Weltkrieges folgte dann die Eingliederung von Semeljci in die SFR Jugoslawien.
Nach der Unabhängigkeit Kroatiens 1991 und dem darauffolgenden Kroatienkrieg wurde Semeljci von der Jugoslawischen Volksarmee und serbischen Verbänden angegriffen. Bei den einige Tage andauernden Kämpfen und dem Beschuss durch Artillerie kamen damals mehrere Menschen ums Leben.

## Bevölkerung
| Bevölkerungsentwicklung | Bevölkerungsentwicklung | Bevölkerungsentwicklung | Bevölkerungsentwicklung | Bevölkerungsentwicklung | Bevölkerungsentwicklung | Bevölkerungsentwicklung | Bevölkerungsentwicklung | Bevölkerungsentwicklung | Bevölkerungsentwicklung | Bevölkerungsentwicklung | Bevölkerungsentwicklung | Bevölkerungsentwicklung | Bevölkerungsentwicklung | Bevölkerungsentwicklung | Bevölkerungsentwicklung | Bevölkerungsentwicklung |
| ----------------------- | ----------------------- | ----------------------- | ----------------------- | ----------------------- | ----------------------- | ----------------------- | ----------------------- | ----------------------- | ----------------------- | ----------------------- | ----------------------- | ----------------------- | ----------------------- | ----------------------- | ----------------------- | ----------------------- |
| 1857                    | 1869                    | 1880                    | 1890                    | 1900                    | 1910                    | 1921                    | 1931                    | 1948                    | 1953                    | 1961                    | 1971                    | 1981                    | 1991                    | 2001                    | 2011                    | 2021                    |
| 1058                    | 1161                    | 1150                    | 1402                    | 1506                    | 1646                    | 1628                    | 1677                    | 1786                    | 1726                    | 1869                    | 1731                    | 1533                    | 1509                    | 1558                    | 1285                    | 1025                    |

## Sehenswürdigkeiten
- Die katholische Kirche in Semeljci wurde zwischen 1784 und 1788 erbaut. Bei dem Gotteshaus handelt es sich um ein einschiffiges Gebäude mit Glockenturm und einem polygonalen Altarraum der an der Nordfassade an die Sakristei angebaut ist. Im Jahr 1989 wurde für die Glocken eine Elektrik installiert.[8]